# 元成太后
元成太后（원성왕후，?—1028年）金氏，父亲是高丽侍中金殷傅，安山人。
顯宗南幸，還至公州。金殷傅時爲節度使，讓長女金氏製御衣進獻給國王，金氏被納為延慶院主。顯宗九年（1018年）七月，金氏生高麗靖宗，顯宗命改院號爲宮，並遣使賜禮物。十三年（1022年）九月顯宗追贈金殷傅爲推忠守節昌國功臣、開府儀同三司、守司空、上柱國、安山郡開國侯、食邑一千戶，金殷傅之妻為安山郡大夫人，不久延慶宮主被冊爲王妃。十五年（1024年）贈其祖父金肯弼爲尙書右僕射、上柱國、安山縣開國侯、食邑一千五百戶﹑外祖李許謙為尙書左僕射、上柱國、邵城縣開國侯、食邑一千五百戶。十八年（1027年）九月，賜舊宅號爲長慶宮。十九年（1028年）七月，王妃金氏薨，諡號元成，葬明陵，祔顯宗廟。德宗即位，追尊爲王太后，加諡容懿恭惠。高麗文宗十年（1056年）十月加英穆，後又加良德信節順聖。高麗仁宗十八年（1141年）四月加慈聖，高麗高宗四十年（1253年）十月加廣宣。全称元成容懿恭惠英穆良德信節順聖慈聖廣宣王太后。

## 家族
- 父：金殷傅
- 外祖父：李許謙
- 夫：高麗顯宗
- 子：高麗德宗、高麗靖宗
- 女：仁平王后、景肅公主